# 老桥圣斯德望堂
老桥圣斯德望堂（Chiesa di Santo Stefano al Ponte）是意大利佛罗伦萨的一个罗马天主教教堂。
该堂始建于11-12世纪，为罗曼式建筑。多色大理石立面。内部有三个走道。在14世纪，外观进行了翻修。原来的立面，只保留了大门附近的大理石。1631-1655年，教堂内部的三个走道改为一个开放式大堂，并增建了地下室和唱经楼。附属 教区博物馆收藏有乔托的圣母像。